# Радзивилл, Кэрол
Кэрол Энн Радзивилл (англ. Carole Radziwill; урождённая Ди Фалько; род. 20 августа 1963) — американская журналистка, военный корреспондент, автор программ и телеведущая.

## Ранняя жизнь и образование
Кэрол Энн Ди Фалько родилась в посёлке Сафферн в штате Нью-Йорк. Её родители работали поварами в ресторане, они открыли ресторан под названием Ди Фалькос, где её мать работала официанткой по ночам и по выходным. Кэрол также работала официанткой.
Кэрол закончила Хантерский колледж и Нью-Йоркский университет.

## Карьера
Кэрол Ди Фалько начала свою карьеру в новостях ABC в Нью-Йорке в 1986 году в качестве стажера в новостном журнале 20/20. Затем она была назначена «Close Up» в качестве производственного секретаря. В конце концов Кэрол стала работать в документальный блок Питера Дженнингса, где рассказывала о абортах, контроле над оружием, и политики в Камбодже, Гаити и Индии.
В 1991 году Кэрол находилась в Израиле, откуда сообщила о ракетных атаках во время Войны в Персидском заливе. В 2003 году во время войны в Афганистане она провела шесть недель в Кандагаре, в составе 101-й воздушно-десантной дивизии. Она участвовала в подготовке на канале ABC-TV шоу «Profiles From the Frontline». Кэрол выиграла несколько наград, включая три Премии Эмми за статью, где она рассказывала о минах в Камбодже, и Премию Пибоди.
После смерти своего мужа Энтони Радзивилла она оставила ABC News и написала мемуары о своём детстве, карьере на ABC News и история борьбы со смертельной болезнью мужа. Книга вышла в 2005 году под названием «What Remains: A Memoir of Fate, Friendship and Love» («Что остается: память судьбы, дружба и любовь») и вошла в Список бестселлеров по версии The New York Times.
В 2006 году Кэрол Радзивилл заключил контракт с журналом «Glamour», где она стала вести ежемесячную колонку «Встреча во время ланча». На её обедах были бывший мэр Нью-Йорка Руди Джулиани, голливудские актёры Антонио Бандерас, Рэйчел Вайс и Алек Болдуин.
В 2011 году Кэрол Радзивилл приняла участие в 5 сезона реалити-шоу Bravo TV «The Real Housewives of New York City» («Настоящие домохозяйки Нью-Йорка»).
Кэрол Радзивилл продала свой первый роман «The Widow’s Guide to Sex & Dating» за большую сумму в Holt Publishing. Он был выпущен 11 февраля 2014 года. Она работает над сериалом «Widow’s Guide». Её третья книга — сборник эссе— выйдет весной 2014 года.

## Личная жизнь
27 августа 1994 года в городке Ист-Хамптон (штат Нью-Йорк) Кэрол Ди Фалько вышла замуж за продюсера из ABC News Энтони Радзивилла (1959—1999). Радзивилл был единственным сыном князя Станислава Альбрехта Радзивилла (1914—1976) и светской львицы Кэролайн Ли Бувье (род. 1933), младшей сестры Жаклин Кеннеди. После брака Кэрол получила титул княгини, хотя она редко его использует. Энтони Радзивилл умер 10 августа 1999 года в возрасте сорока лет после пятилетней борьбы с раком.
Энтони Радзивилл был близким другом Кэролин Бессетт (1966—1999), которая в 1996 году стала женой его кузена Джона Фицджеральда Кеннеди-Младшего. 16 июля 1999 года Джон Кеннеди, Кэролин Бессетт и её сестра Лорен Бессетт погибли в авиакатастрофе у побережья Мартас-Винъярд в Массачусетсе. Трио должно было прилететь на остров Мартас-Винъярд, чтобы там присоединиться к Радзивиллам. Кэрол сообщила береговой охране, что они не прилетели.